# Boys Town (Nebraska)
Boys Town es una villa ubicada en el condado de Douglas en el estado estadounidense de Nebraska. En el censo de 2010 tenía una población de 745 habitantes y una densidad poblacional de 212,28 personas por km².

## Geografía
Boys Town se encuentra ubicada en las coordenadas 41°15′26″N 96°8′1″O / 41.25722, -96.13361. Según la Oficina del Censo de los Estados Unidos, Boys Town tiene una superficie total de 3.51 km², de la cual 3.41 km² corresponden a tierra firme y (2.95%) 0.1 km² es agua.

## Demografía
Según el censo de 2010, había 745 personas residiendo en Boys Town. La densidad de población era de 212,28 hab./km². De los 745 habitantes, Boys Town estaba compuesto por el 66.04% blancos, el 26.17% eran afroamericanos, el 3.49% eran amerindios, el 0.4% eran asiáticos, el 0.13% eran isleños del Pacífico, el 1.61% eran de otras razas y el 2.15% pertenecían a dos o más razas. Del total de la población el 10.07% eran hispanos o latinos de cualquier raza.